# Barringtonia
Barringtonia é um género botânico pertencente à família Lecythidaceae.

## Espécies
- Barringtonia asiatica
- Barringtonia payensiana